# روابط جنسیتی در گیلان

تصویری از یک زن گالش

تصویری از یک پیرمرد گالش

تقسیم وظایف و فضاها بین جنسیت‌ها در گیلان در میان سایر نقاط ایران و خاورمیانه بسیار انعطاف پذیرتر است. در بیشتر نقاط ایران و خاورمیانه، نقش‌های جنسیتی زنانگی در برابر مردانگی تقسیم شده‌است و به ترتیب فضای درونی و بیرونی، فضای خصوصی و فضای عمومی، باغبانی و امور خانگی در برابر کار مزرعه و صنعتگری به آن‌ها تعلق گرفته‌است. در حالی که در گیلان زنان نقش زیادی در کشاورزی دارند، در خانه مرز بین فضاهای مردانه و زنانه کمرنگ است، و فعالیت‌های پیشه‌وری، صنعتی و تجاری امتیازهایی مخصوص مردان نیستند.
در گیلان زنان مستقیماً در تولید کشاورزی و مزرعه داری مشارکت می‌کنند. زنان ساکن در مناطق حاصلخیز شمال ایران همواره در امور اقتصادی درگیری و مسئولیت مستقیم داشته و به‌طور نسبی از اقتدار بیشتر در خانه و آزادی بیشتر در جامعه برخوردار بوده‌اند. نوع سازماندهی فضایی منجر به این حیات اجتماعی، در رویکرد برونگرایانهٔ این معماری که در تضاد با معماری درون گرایانهٔ سایر مناطق قرار می‌گیرد، مؤثر است. در این جوامع روابط قدرت در خانواده و بین جنسیت‌ها درون نظام پدرسالانه نسبتاً متوازنترند. این مسئله ناشی از برابری بیشتر و سلبی کمتر در تقسیم نقش‌های جنسیتی در خانواده دانسته شده که در قیاس با دیگر نظام‌های پدرسالارانه که نقش‌های جنسیتی در آن‌ها تفکیک شده، انعطاف پذیرتر است. نگاهی به نقش‌های زنان و مردان در استان گیلان نشان از تفاوت‌های نوعی در رابطه با جایگاه زن در جامعه دارد.
مطالعهٔ مزرعه‌های برنج برای درک تقسیم کاریِ جنسیتی مفید است. کارهایی که نیاز به قدرت فیزیکی و استفاده از ابزار دارند بر عهدهٔ مردان است (مانند ادوات خردکنی دستی نظیر داس و تبر و بیل، یا ماشین‌های پیچیده نظیر خیش که حیوانات می‌کشند، ماشین آلات کشاورزی و خرمن کوبی). کارهایی که به زنان واگذار شده‌است عموماً نیاز به ابزار ندارند ولی برای انجامشان لازم است خم و دولا شد (مانند نشا کردن و وجین کردن) یا فعالیت‌های اتفاقی و فرعی (مانند دادن خوشه‌ها به شوهر برای گذاشتن در ماشین خرمن کوبی). البته استثناهای مهم متعددی بر این قاعدهٔ کلی وجود دارد، مانند زمانی که زنان برنج می‌کوبند.

برداشت برنج توسط زنان شالیکار - شالیزارهای شلمان استان گیلان

در دههٔ ۱۹۵۰، پیش از مکانیزه شدن کشاورزی، تعداد روزهای کاری بر هکتار شالیزار برای مردان ۱۰۵ و برای زنان ۱۶۰ روز در سال تخمین زده شده بود. بنا بر محاسبات تاشیو سوزوکی، در جریان پژوهش در جلگه گیلان در ۱۹۷۷–۷۸ که دیگر تیلرهای مکانیکی وارد شد بود، مردان ۷۰ و زنان ۸۸ روز را جدا از خرمن کوبی در مزارع سپری می‌کردند که نشان دهنده میزان غالب بودن نیروی کار زن در این چرخه فعالیتهاست.

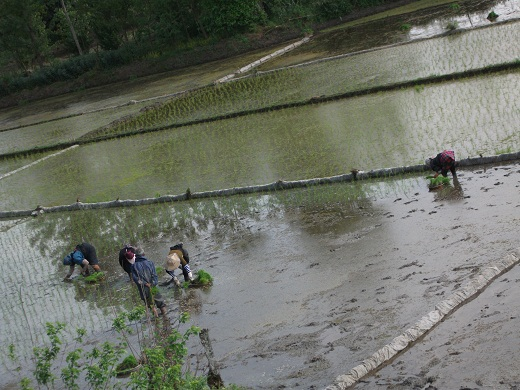
نشای برنجوضعیت

 خاص زنان گیلانی را می‌توان همچنین در ورود سریعشان به صنعت دید. در اواخر سدهٔ ۱۹ میلادی صدها کارگاه پیله چینی و بعدها کارخانه‌های ابریشم در گیلان تأسیس شد که نیروی کارشان عمدتاً زنان بودند. کارخانه‌های تولید چای که در عصر رضا شاه در منطقه تأسیس شدند نیز متکی بر کارگران فصلی زن بودند. همچنین زنان نیروی کار اصلی در صنعت‌های پوشاک و غذا هستند. زنان گیلان در تجارت نیز مشغول هستند.

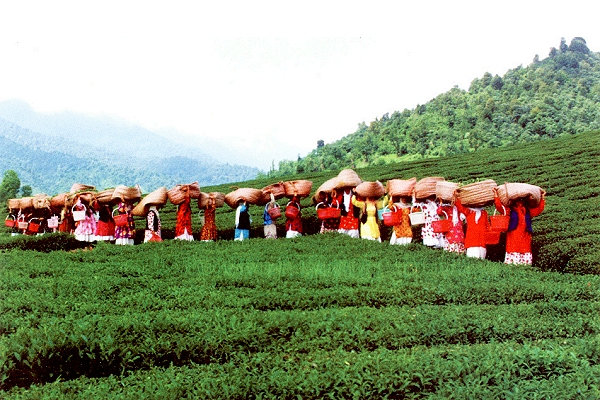
چای‌کاران زن در لاهیجان

در خانه‌های گیلان، چنان‌که در برخی خانه‌ها در ایران رواج دارد، «اندرونی» وجود ندارد، زنان و مردان در فضای مشترکی زندگی می‌کنند و زنان آزادانه با مهمان‌های مرد صحبت می‌کنند حتی اگر از خویشاوندان نباشند. این تفاوت بسیار قابل توجه است. تنها مرزی نامرئی بین فضای مردانه و زنانه دیده می‌شود: مردان در بالای اتاق می‌نشینند در حالی که زنان نزدیک در ورودی و اجاق پخت غذا می‌نشینند و در مهمانی‌ها، مردان در بالای ایوان جمع می‌شوند و زنان نزدیک ورودی، به این ترتیب دو زیرجامعهٔ نزدیک اما مجزا تشکیل می‌شود.
برخلاف غالب نقاطی از سرتاسر جهان که در آن نوغانداری رایج است، در گیلان مردان مسئول غذا دادن به کرمهای ابریشم در تلمبارها با برگ‌های توت هستند. آن‌ها بدین منظور باید بر یک سطح شبکه مانند چوبی (پل: پورد) قرار گرفته بر فراز یک جای نگهداری کرمها (کت) که کرمها در آنند بخزند؛ ولی وظایف پیش و پس از تولید مثل کرمها عمدتاً بر دوش زنان است: از تخم درآوردن کرمها و اولین غذا دادن به کرمها در یک اتاق گرم در خانه‌شان؛ باز کردن الیاف از پیله‌ها (پیله چینی)؛ به هم بستن ابریشم و پیچیدن آن و بافتن چادر شب بر پاچال (دستگاه بافندگی)، که زنان دور کمر شان می‌بندند.
در نظام‌های اجتماعی برونگرا، لباس زن در فضاهای بیرونی و خصوصی عموماً یکسان است و الزامی برای تفاوت آن وجود ندارد زیرا حضور زن در فضاهای عمومی در جامعه پذیرفته شده‌است. الگوی شیوهٔ زندگی و فرهنگ ساکنین استان گیلان، به عنوان مشخصه‌ای از این نوع نظام‌های اجتماعی و به عنوان «عنصر باز» دانسته شده‌است.